# 中道院 (大田区)
中道院（ちゅうどういん）は、東京都大田区池上にある日蓮宗の寺院。池上本門寺の塔頭。池上中道不二庵法類縁頭寺。

## 歴史
日蓮の高弟である六老僧の一人・伊予阿闍梨日頂が南の谷の先に開創した庵室を現在地に移す。池上本門寺10世・中道院日陽の隠棲後に「中道院」と呼ばれる。1754年（宝暦4年）には不二庵を合併、以後、中道不二庵法類に属する池上本門寺貫首の退蔵所（隠居所）及び納牌所となっている。

## 周辺施設
- 題目塔 … 南無妙法蓮華経と刻まれた巨大石塔。文化8年（1811年）池上本門寺43世・静正院日摂の建立。

## 交通アクセス
- 東急池上線池上駅から徒歩6分（経路案内）。

## 参考資料
- 日蓮宗寺院大鑑編集委員会『宗祖第七百遠忌記念出版 日蓮宗寺院大鑑』大本山池上本門寺 (1981年)
- 新倉善之 著『大田区史跡散歩 (東京史跡ガイド11)』学生社、1992年
- 「小さな旅池上の寺めぐり」池上朗師講　平成14年
- 「池上村 本門寺 中之坊」『新編武蔵風土記稿』 巻ノ45荏原郡ノ7、内務省地理局、1884年6月。NDLJP:763981/80。